# 渡渡鳥 (愛麗絲夢遊仙境)
渡渡鳥（英語：Dodo）是英國作家路易斯·卡羅的兒童奇幻小說《愛麗絲夢遊仙境》裡的一個虛構人物，在第二章和第三章登場。該角色構思自歷史上曾存在的真實物種渡渡鳥，也因為有卡羅小說的描繪，而使已絕種的渡渡鳥更為知名。

## 在小說中
第三章開頭，當愛麗絲與一群小動物從水中上岸時，渡渡鳥也在其中，牠打斷了正在向大家講故事的老鼠，並向急需弄乾身體的眾人提議要一起集會賽跑。眾人便在渡渡鳥的建議與指揮下開始了一場荒謬的賽跑，當半小時後賽跑結束時，渡渡鳥在作出一番思考後宣布所有人都贏得比賽，愛麗絲不得不從自己口袋拿出一盒糖果作為獎品分發給動物們。隨後渡渡鳥從愛麗絲那裡拿到一個屬於她的頂針，又把這個頂針當作是獎品莊重地頒給愛麗絲；愛麗絲私底下裡覺得這種作法十分可笑。

## 構想

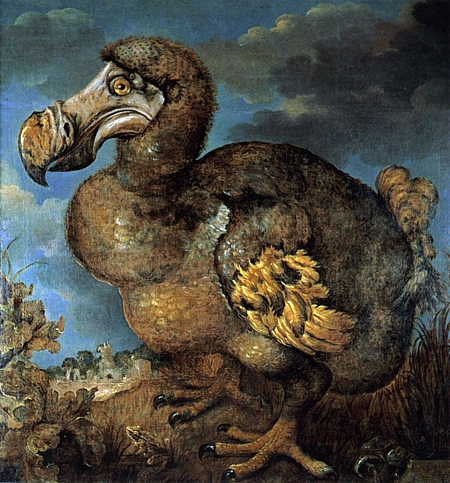
简·萨维利的渡渡鳥畫像（1651），藏於牛津大學自然史博物館。是卡羅和坦尼爾的靈感來源之一。

渡渡鳥的角色被認為是作者路易斯·卡羅對自己的寫照，他時常因為口吃而將自己的名字道奇森（Dodgson）唸成「Do-do-dodgson」。
此外渡渡鳥也是歷史上曾存在過的一種罕見的鳥，住在印度洋上的毛里求斯，當17世紀中期荷蘭殖民者到來後，渡渡鳥便徹底滅絕了。卡羅與繪製插圖的畫家約翰·坦尼爾都曾參照過收藏於牛津大學、由简·萨维利繪製的一幅渡渡鳥插畫，從其中尋求靈感。

## 改編
在迪士尼製作的1951年動畫電影《愛麗絲夢遊仙境》裡，渡渡鳥扮演著重要的角色。牠由比爾·湯普森配音。
在提姆·波頓執導的2010年真人電影中，渡渡鳥被命名為Uilleam，牠是仙境最古老的居民之一，其外觀比較接近於約翰·坦尼爾的插圖，穿著藍色大衣、戴眼鏡和拄著拐杖。這個角色由邁克爾·高夫配音。渡渡鳥和白兔、雙胞胎和睡鼠麥利等人一起帶著愛麗絲去見智蟲，用以確定她是否是真正的「愛麗絲」。後來渡渡鳥被紅心王后的軍隊俘虜，被迫為王后做事。

## 圖集
以下為渡渡鳥的不同藝術形象：

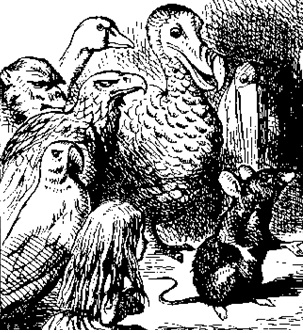
約翰·坦尼爾的插圖
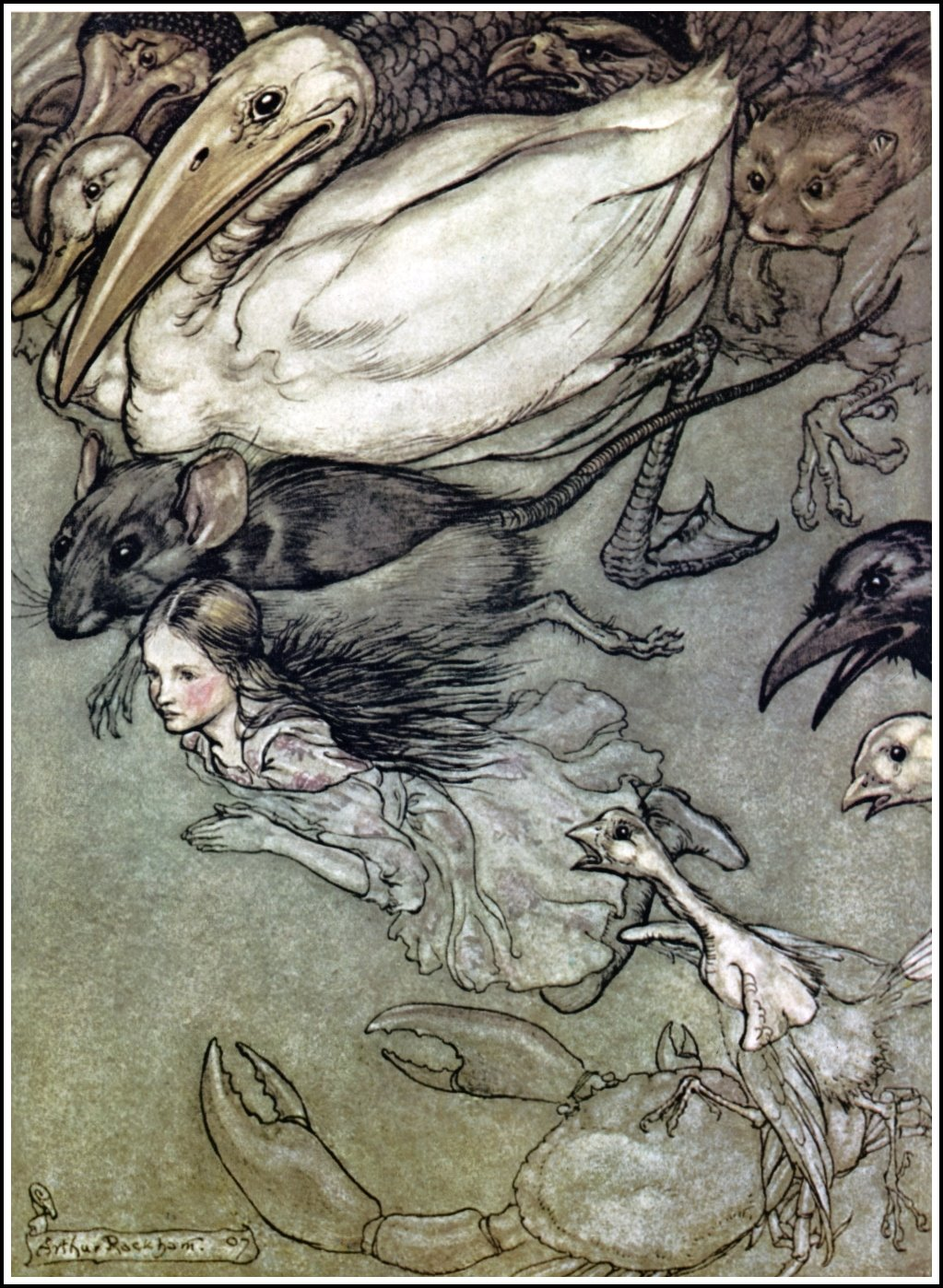
亞瑟·拉克姆的插圖。
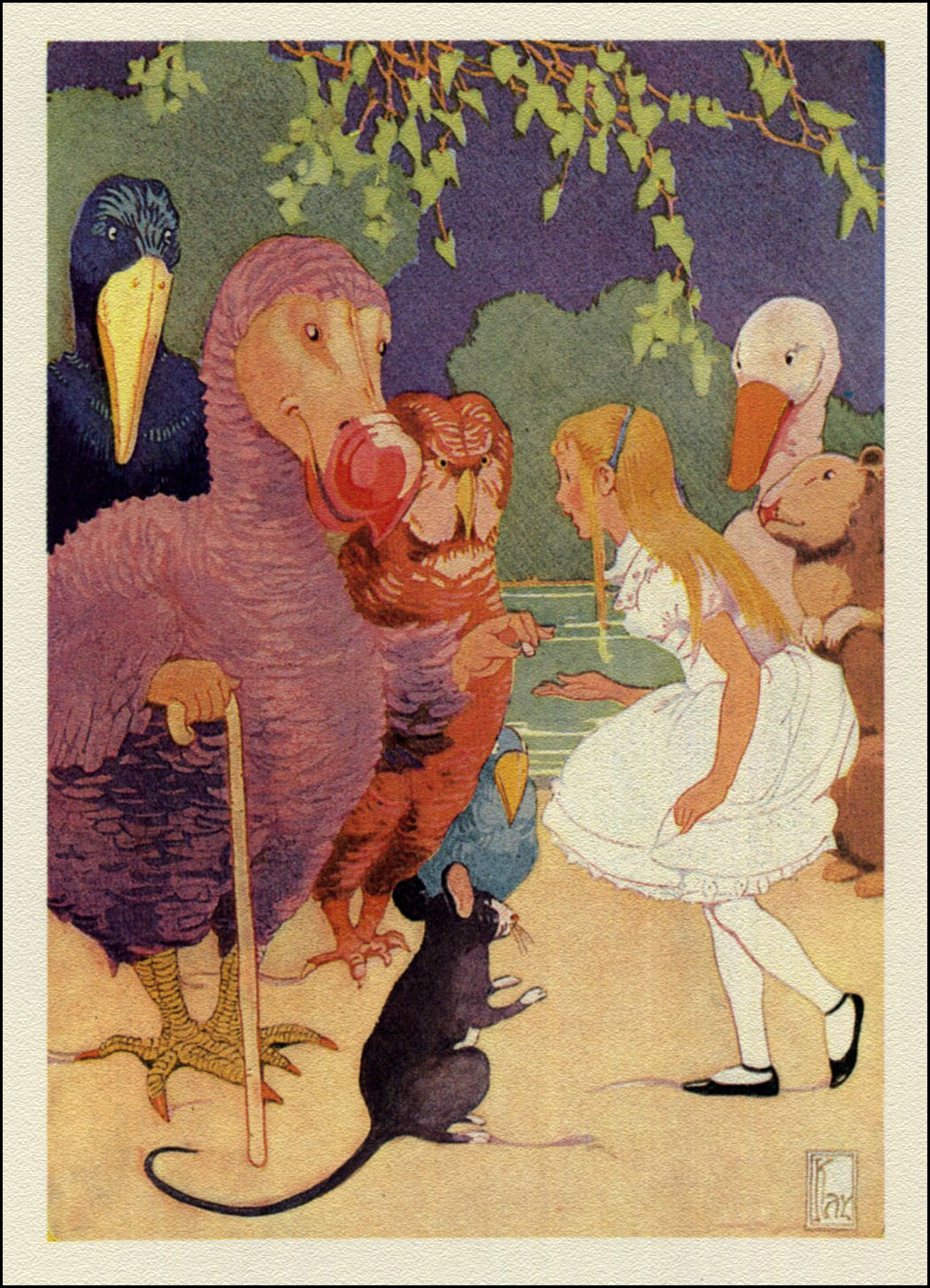
格特鲁德·凯（Gertrude Kay）的插圖。
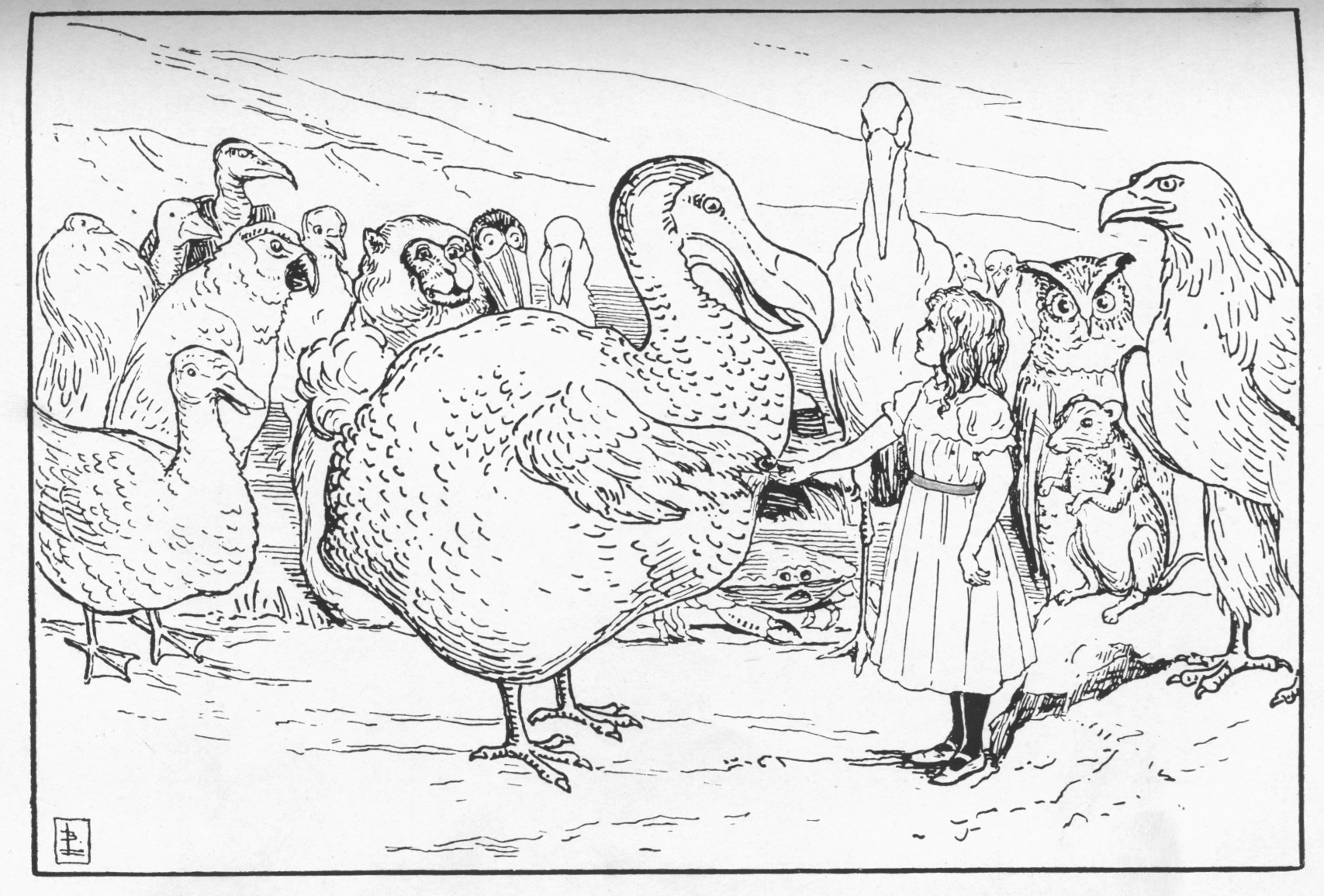
渡渡鳥（中）與愛麗絲，布林斯利·勒法努（Brinsley Le Fanu）的插圖。
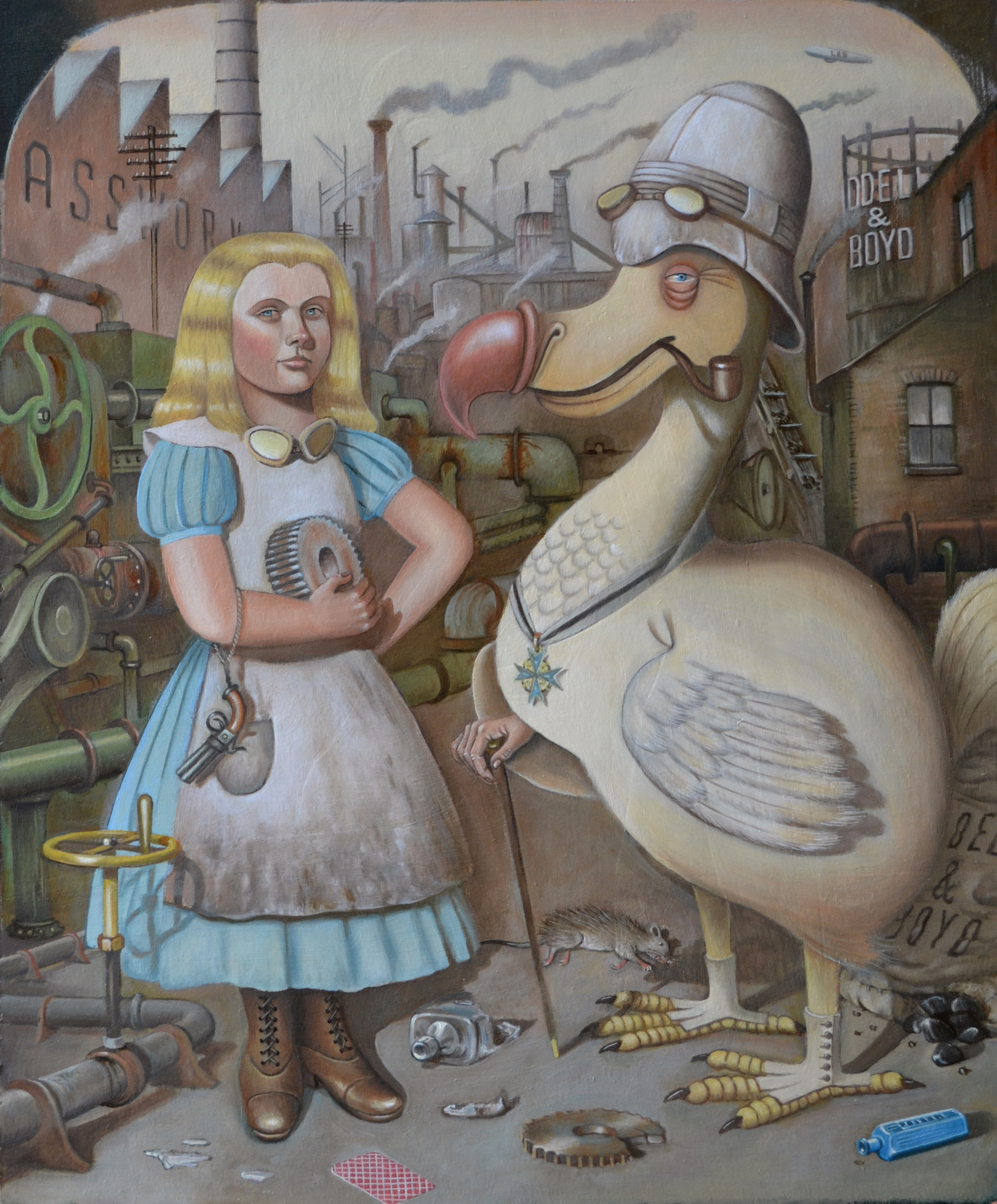
卡爾·貝特爾（Karl Beutel）的插圖。

## 外部連結
- 互联网电影数据库上渡渡鳥的资料（英文）